# Herdeiro presuntivo
Herdeiro presuntivo é uma pessoa que, por nomeação ou via proximidade de parentesco, tem o direito, que pode ser ratificado via testamento ou declaração, a um trono, título de nobreza ou outra honra hereditária, que só deixará de herdá-lo se um testamento dispuser o contrário ou se alguém cujo parentesco for mais próximo for nomeado.